# Bibloplectus choctaw
Bibloplectus choctaw är en skalbaggsart som beskrevs av Chandler 1990. Bibloplectus choctaw ingår i släktet Bibloplectus och familjen kortvingar. Inga underarter finns listade i Catalogue of Life.